# 派屈克·魯西

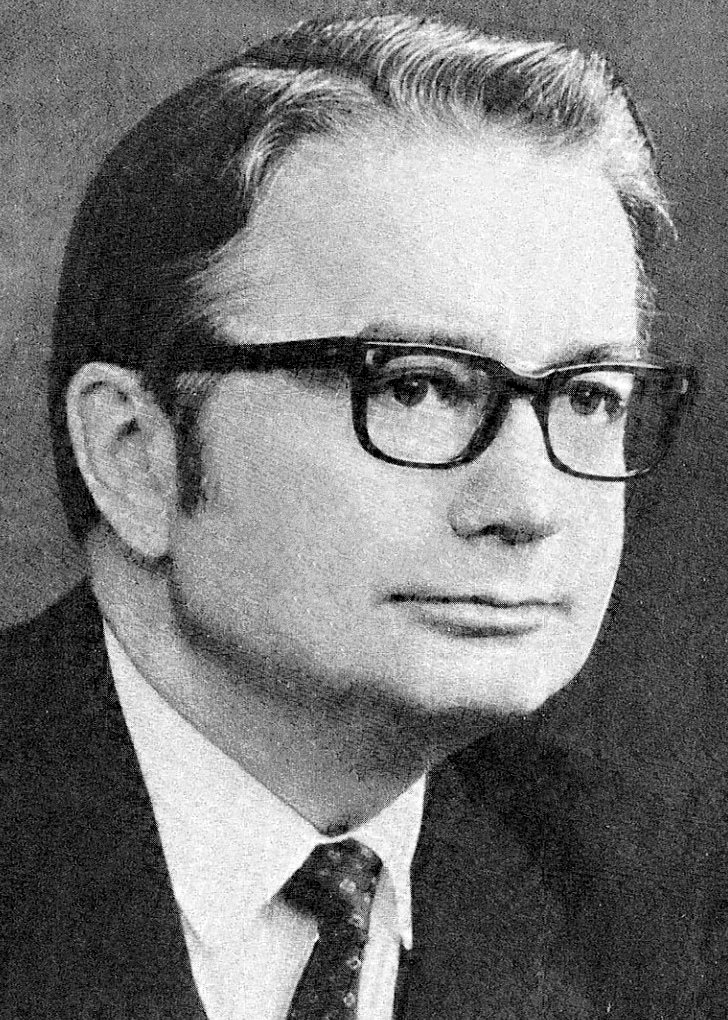
派屈克·魯西

派屈克·魯西（英語：Patrick Joseph Lucey，1918年3月21日—2014年5月10日），是一名美国民主黨籍政治人物，1971年至1977年，他担任过第38届威斯康辛州州长。在1977年，他担任美国驻墨西哥大使。
2014年，他死于威斯康辛州密尔沃基，享年96岁。